# 佐藤道郎
佐藤 道郎（さとう みちお、1947年5月5日 - ）は、東京都中野区出身の元プロ野球選手（投手）・コーチ・監督、解説者・評論家。
愛称はミチ、ミチさん。
パ・リーグ初の最多セーブ投手を獲得している。

## 経歴

### アマチュア時代
日大三高ではエースとして同期の石塚雅二とバッテリーを組み、3年次の1965年には夏の甲子園都予選決勝に進むが、後に大学で同期となる日大二高の神山修投手に完封され0-2で惜敗、甲子園出場を逸する(2年時にチームはセンバツに出場したが自身の出番は無かった)。高校の1年上には遊撃手の大橋穣、1年下に左翼手の磯部史雄がいた。
高校卒業後の1966年、石塚と共に日本大学へ進学。東都大学野球リーグでは低迷が続き、3年次の1968年にチームが二部に降格するが、4年次の1969年に一部復帰を果たす。同年は春秋季連続で8勝という大車輪の活躍で連続優勝に貢献し、最高殊勲選手・最優秀投手・ベストナインを連続獲得。年間16勝、秋季の5完封勝利はいずれもリーグ記録であった。一部通算40試合登板、20勝9敗、防御率1.52、148奪三振を記録し、二部でも12勝を記録。また、1969年の全日本大学野球選手権決勝では東海大学の上田二郎と互いに無失点で投げ合い、9回表に谷口剛の決勝本塁打によって惜しくも0-3で苦杯を喫するが、今も名勝負として語り伝えられている。同年には第8回アジア野球選手権大会日本代表にも選出された。大学同期には石塚・神山の他、捕手の須藤和彦、一塁手の植原修平がいた。

### 現役時代
1969年のドラフト1位で南海ホークスに指名され、大学卒業後の1970年に入団。契約金1700万円。1年目の同年は野村克也選手兼任監督の就任1年目であったが、佐藤は新人ながらリリーフの中軸に抜擢される。リーグ最多となる55試合に登板し、交代完了は47試合を数えた。 オールスターゲームにも出場し、最終的にはチームトップの18勝、防御率2.05の成績で最優秀防御率、新人王のタイトルを獲得。以降1976年までの7シーズンで5度のリーグ最多登板、6度のリーグ最多交代完了を記録するなど、まだセーブ制度のない時代にあって、リーグを代表するリリーフとして活躍。3年目の1972年に最高勝率、1974年には最優秀防御率と共に、この年新設された最多セーブ投手、1976年に二度目の最多セーブと新人から7年目まで1年置きに6個のタイトルを獲得。1973年には5月30日のロッテ戦（後楽園）で榊親一、6月1日の阪急戦（西宮）で福本豊、6月2日の阪急戦（西宮）で長池徳士と3試合連続でサヨナラ本塁打を打たれる記録も作った。阪急とのプレーオフで2勝を挙げて最優秀選手となり、8年ぶりのリーグ優勝に貢献。巨人との日本シリーズでは2試合に登板し、第2戦では7回に山内新一をリリーフし好投するが、11回表に堀内恒夫に決勝打を許し敗戦投手となる。第4戦では序盤に打ち込まれた江本孟紀に代り3回から登板するが、5回には王貞治にダメ押しとなる本塁打を喫し敗戦、日本一には届かなかった。1977年からは江夏豊がリリーフ専任となり佐藤は先発へ転向。江夏は佐藤に代わって抑え転向を承諾した際、好人物であった佐藤に好感を持っていたため、真っ先に佐藤の処遇について野村に質問している。これに対する野村の回答は「あいつはお前より体力があるから先発でいける」であり、その言葉通り佐藤は12勝を挙げて先発として好成績を収めた。1978年には新任の広瀬叔功監督が江夏を放出するも、専任のリリーフを置かず佐藤は引き続き先発を務める。しかし、僅か3勝（8敗）に終わって、シーズンオフには構想外となり伊藤勲・田村政雄との交換トレードで横浜大洋ホエールズに移籍。野村解任後、捕手不足に泣いた南海とストッパー不在の大洋との思惑が一致した。
移籍後は投げ込みを重視する佐藤は走り込みを重視する別当薫監督と調整方法が合わず、1979年はリリーフに復帰するも2勝4セーブの成績に留まった。1980年からは別当に代わって土井淳が監督になり、佐藤は春のキャンプで投げ込みを中心に調整を進めるものの右肩を痛めてしまう。大好きな水割りのグラスを持つことすらできない重傷で、6月には引退を決意。10月23日のヤクルト戦（横浜）で500試合登板を果たすと、現役を引退。この年の5月14日には、当時ロッテの二軍で燻っていた落合博満とイースタン・リーグの試合で対戦し、本塁打を打たれた。落合は自著の中で、衰えていたとはいえ一流投手の佐藤から放った本塁打を打ったことを、自分のプロ野球人生の転機の一つとしてあげている。

### 現役引退後
引退後は大洋の須藤豊二軍監督から「ミチ、二軍で若い奴を教えてくれないか」と言われたが、「すみません。一度、ネット裏で野球を見たいんですよ」と断り、東京12チャンネル→テレビ東京「戦国ナイター」（1981年 - 1983年）・メガTONスポーツTODAYプロ野球速報」（1983年）解説者、スポーツ報知評論家（1981年 - 1983年）を務めたほか、週刊プレイボーイでコラムを連載。
1984年、テレビ東京での解説を見ていて惚れ込んだ稲尾和久監督の招聘で、ロッテ一軍投手コーチに就任。
就任後は最初が肝心だと思って稲尾に「バッテリーだけで暖かいとこで自主トレをさせてもらえませんか」と頼み、キャンプ前に合同自主トレをやらさてもらえた。
前年のロッテは最下位でチーム防御率5.12もダントツの最下位、与四球はリーグワーストの634であり、1984年は村田兆治も右肘の手術を受けてリハビリ中で不在であったが、深沢恵雄、佐藤の大学の後輩石川賢が15勝を挙げ、総四球を100個以上も減らしてチーム防御率は4,22、2位に躍進させた。
1985年は村田が復帰し、稲尾が開幕投手に起用する方針であったが、佐藤が「開幕投手になるとあいつも必ず力んじゃうと思うですよ。それでまた壊しちゃうのは嫌なんで2試合目じゃダメですか。日曜日だしそっちのほうがファンが喜びますよ」と言って深沢→村田の順に決め、稲尾も少し渋ったが「分かった」と言ってくれた。村田の最初の登板は雨で流れ、1週間後の日曜日、4月14日の西武戦、川崎でいきなり完投勝利を挙げる。トレーナーに「兆治は中5日で行けるかな」と聞いたところ「無理です。6日でお願いします」と返ってきたため、以後も日曜登板になった。村田は開幕11連勝、日曜日だけで7連勝を記録し、サンデースポーツ（NHK）が「サンデー兆治」と言い出してから一気にブームになった。佐藤は「兆治も凄いが俺も凄くないかい。だって響きがいいでしょ。稲尾さんの言う通り「サタデー兆治」だったらあんなに騒がれてなかったかもしれないよ。誰も言ってくれないから自分で言うけどある意味「サンデー兆治」の生みの親と言ってもいい。」と述べている。村田が17勝、落合が三冠王を獲ったが、深沢、石川が2勝ずつに終わり、優勝した西武に15ゲーム差の2位であった。
1986年は故障者こそ出なかったが、雨が多いなど巡り合わせが悪く、村田の試合も随分雨で流れかなかなか勝てなかった。打線も落合が連続3冠王になったり悪くなかったが、投手が足を引っ張って4位に終わり、オフには稲尾が更迭されたため、佐藤も辞任。佐藤は「稲尾さんは俺にとってコーチとして最初の監督だったけど最高だった。」と述べている。
ロッテ退団後はよみうりテレビ・ラジオ日本解説者（1987年 - 1990年）を経て、1991年に星野仙一監督の誘いで中日一軍投手コーチに就任。
ロッテコーチ時代、NHK解説者で取材に来た星野から「俺はパリーグの投手は知らんのや。ミチ、教えてくれ」と言われたため、話をしたところ、星野から凄く感謝をされた。
2位であったが5年契約が終わって星野が退任し、1992年からは高木守道が監督になったが、星野が「ミチ、お前を1年で東京に帰すわけには行かない。守道さんと球団に言って給料を上げてもらうからもう少し名古屋にいろ」って言ってくれた。
高木は広岡達朗を尊敬していた関係で広岡と親しいトム・ハウスをキャンプで呼んだ事があり、いきなり高木が「投手全員をトム・ハウス理論でフォームを変えさせろ」と言ってきた。以前から高木と合わなかった佐藤は「いやあ難しいでしょ。合う人と合わない人がいますよ」と言ったところ、血相を変えて「俺が監督でお前はコーチだろ。やれって言えばやれ。」と言われたのが決定打となり、その瞬間から口を聞いてくれなくなった。同年限りで退団。
在任中はストレートとカーブしか投げられなかった森田幸一にチェンジアップを教え、森田はチェンジアップをものにして3-0のカウントでも投げるようになり、新人王を獲得。
中日コーチ辞任後は鈴木啓示監督から誘われ、1993年近鉄一軍投手コーチに就任。1994年から1995年には二軍投手コーチ（1994年 - 1995年）、1996年には再び一軍投手コーチを務めた。在任中のある試合で野茂英雄が先発を回避したことがあり、佐藤は当時リリーフ専門であった吉井理人を先発として推薦。鈴木は大反対したが、低迷していた吉井を復活させるきっかけになればと吉井を推薦したという。結果は3年ぶりの先発となった1993年6月17日の西武戦で、見事完封勝利を飾り、後年、吉井自身も「先発投手になるきっかけになった試合だった」と語っている。山崎慎太郎は「不協和音だらけになっていたのを佐藤道郎投手コーチがだいぶ防波堤になってくれていたと思います。」と述べている。
近鉄時代はリハビリや育成にかかわる三軍担当になったこともあり、藤井寺で残留組の面倒を見た。怪我で三軍調整となった石井浩郎が寝坊で遅刻した際、石井に藤井寺駅前のマクドナルドでフィレオフィッシュを奢らせたこともあった。それで「よし、この話はここまでだ。遅刻は一軍には報告しないよ」と言ったら、石井が嬉しそうな顔で返事したため、「明日も遅刻していいぞ。またマクドナルドを奢ってもらうから」と言ったら、皆で大笑いになった。三軍は安い冷えた弁当で、味噌汁も無かったため、佐藤の「遅刻していいからおごれ」は半分本音であった。佐藤は「鈴木啓示には苦労した。年が同じで仲は良かったんだけどいざ監督とコーチになるとやっぱり大変だった。守道さんと一緒で自分では選手に言わず「こう言っといて」が多かったんだ。それが納得できることならいいができないこともある。「だったら監督が言ってくださいよ」と言いたくなる事がしょっちゅうあった。」と述べている。
近鉄退団後はラジオ大阪「近鉄バファローズナイター・ドラマティックナイター」解説者（1997年 - 2003年）を務め、2001年には前年最下位であった近鉄のリーグ制覇を予想し、9月26日の近鉄-オリックス戦（大阪D）では、「北川がホームランを打つんじゃないですか。ガツンといかなきゃ話にならないですよ」と北川博敏の代打逆転サヨナラ満塁優勝決定本塁打を予言した。
2004年からは監督に就任した落合の要請で中日二軍監督に就任し、1年目にウエスタン・リーグ優勝及びファーム日本一へ導いた。石井裕也が初勝利を挙げた時のインタビューで「佐藤二軍監督に報告したい」と言ってくれたのは嬉しかったと述べている。吉見一起には肘に負担がかかりづらい握りのシュートを教え、吉見は2ヶ月ぐらいで習得し活躍していったという。陳偉殷はブルペンじゃ凄い球を投げていたが試合になるとワンバウンドしたり大荒れていた佐藤はこのままダメだなと思って投手コーチに言って2週間ぐらいピッチングをさせずキャッチボールと遠投、シャドーピッチだけでフォーム固めさせた嫌な顔をしていたけど結果的に1軍やメジャーでも活躍する大投手になった。在任中は落合が名古屋市内に所有するマンションに住んでいた。ナゴヤドームから5kmほどの場所にあり、当時の捕手コーチ秦真司も住んでいた。ただ、そのマンションに落合は住んでおらず、東京に自宅があるが、名古屋ではホテル暮らしをしていた。2006年退任。
2009年からは知人の店を引き継ぎ、東京・学芸大学駅近くで「野球小僧」というスナックを経営し、2022年より、週刊ベースボール（ベースボール・マガジン社）にて、コラム「球人履歴書」を連載中。

## 人物

### 指導法
佐藤の持論として現在でも投手に説くのは緩急の重要性で「2ストライク目までは間を取らずに早く投げたり、速球と緩急を組み合わせるようなピッチングで、3ストライク目は自分の目一杯の球で」という指導を展開。例えとして、「最初の2人は美人じゃなくても、3人目が美人だとあっと驚くだろう」「ピッチャーは（コースを）低く投げると給料が高くなる」など、分かりやすい教え方で多くの投手を育てた。

### 特技
- 当時としては画期的であったノーワインドアップ投法を取り入れていたことでも知られる。
- 「耳からタバコの煙を出す」という特技を持っているが、これは大学時代に先輩に手酷く殴られて鼓膜が破れたのをそのままにしてしまったためであるという[33]。

### 交友関係
- 大相撲の元横綱・輪島大士は大学時代の同期であり、当時から親交があった。
- 落語家の三遊亭好楽は、佐藤曰く古く（1980年代頃）からの知り合いで「みっちゃん」とも呼ばれている。好楽は2023年2月26日放送の日本テレビ『笑点』にて大喜利コーナーの挨拶で「無二の親友」として、佐藤の著書『酔いどれの鉄腕』を紹介した[34]。

### 家族
- 伯父（父親の長兄）は元京都大学名誉教授の佐藤弥太郎で、次兄は元名古屋大学名誉教授の佐藤道太郎。
- 2度の離婚を経験[35]しており、元女優・ダンサーのアンジェラ浅丘や、遠縁ながら上岡龍太郎と姻戚関係にあたる女性とも関係があった。
- 元夫人の一人は、元タレント仲根かすみの実母（2015年に離婚）[36][35]。仲根は2005年12月10日、福岡ソフトバンクホークス投手・和田毅と結婚し和田とは遠戚に当たる関係であった。
- また、南海に入団した直後には、当時の監督夫人だった野村沙知代より見合いを勧められ、断り切れずに見合いだけはしたという。野村克也はそのことを晩年まで覚えており、亡くなる2年前の南海（ダイエー・ソフトバンク含む）対巨人OB戦で顔を合わせた時も「お前は見合いを断りやがってな」と言ってきたという[37]。

## 詳細情報

### 年度別投手成績
| 年 度      | 球 団      | 登 板 | 先 発 | 完 投 | 完 封 | 無 四 球 | 勝 利 | 敗 戦 | セ 丨 ブ | ホ 丨 ル ド | 勝 率 | 打 者 | 投 球 回 | 被 安 打 | 被 本 塁 打 | 与 四 球 | 敬 遠 | 与 死 球 | 奪 三 振 | 暴 投 | ボ 丨 ク | 失 点 | 自 責 点 | 防 御 率 | W H I P |
| ---------- | ---------- | ----- | ----- | ----- | ----- | -------- | ----- | ----- | -------- | ----------- | ----- | ----- | -------- | -------- | ----------- | -------- | ----- | -------- | -------- | ----- | -------- | ----- | -------- | -------- | ------- |
| 1970       | 南海       | 55    | 3     | 1     | 0     | 0        | 18    | 6     | --       | --          | .750  | 552   | 144.2    | 93       | 18          | 32       | 3     | 3        | 104      | 1     | 2        | 36    | 33       | 2.05     | 0.86    |
| 1971       | 南海       | 39    | 3     | 0     | 0     | 0        | 8     | 4     | --       | --          | .667  | 402   | 93.2     | 89       | 16          | 45       | 1     | 3        | 66       | 2     | 0        | 51    | 48       | 4.60     | 1.43    |
| 1972       | 南海       | 64    | 2     | 0     | 0     | 0        | 9     | 3     | --       | --          | .750  | 622   | 154.0    | 115      | 13          | 58       | 8     | 4        | 93       | 0     | 1        | 50    | 43       | 2.51     | 1.12    |
| 1973       | 南海       | 60    | 2     | 1     | 0     | 0        | 11    | 12    | --       | --          | .478  | 536   | 130.1    | 117      | 14          | 38       | 5     | 3        | 76       | 1     | 5        | 54    | 46       | 3.18     | 1.19    |
| 1974       | 南海       | 68    | 0     | 0     | 0     | 0        | 7     | 8     | 13       | --          | .467  | 528   | 131.2    | 114      | 7           | 36       | 4     | 3        | 77       | 1     | 4        | 33    | 28       | 1.91     | 1.14    |
| 1975       | 南海       | 42    | 7     | 3     | 0     | 0        | 9     | 9     | 6        | --          | .500  | 632   | 150.2    | 153      | 12          | 46       | 2     | 5        | 67       | 0     | 0        | 57    | 42       | 2.50     | 1.32    |
| 1976       | 南海       | 54    | 4     | 2     | 1     | 0        | 9     | 4     | 16       | --          | .692  | 541   | 136.0    | 122      | 8           | 29       | 0     | 3        | 56       | 0     | 0        | 50    | 34       | 2.25     | 1.11    |
| 1977       | 南海       | 38    | 20    | 7     | 1     | 1        | 12    | 10    | 0        | --          | .545  | 857   | 202.2    | 210      | 17          | 61       | 2     | 8        | 79       | 2     | 0        | 89    | 78       | 3.46     | 1.34    |
| 1978       | 南海       | 25    | 15    | 1     | 1     | 0        | 3     | 8     | 0        | --          | .273  | 377   | 83.1     | 111      | 12          | 19       | 1     | 6        | 40       | 0     | 0        | 59    | 57       | 6.18     | 1.56    |
| 1979       | 大洋       | 43    | 0     | 0     | 0     | 0        | 2     | 5     | 4        | --          | .286  | 288   | 64.1     | 72       | 8           | 28       | 3     | 4        | 38       | 0     | 0        | 35    | 32       | 4.50     | 1.55    |
| 1980       | 大洋       | 12    | 0     | 0     | 0     | 0        | 0     | 0     | 0        | --          | ----  | 61    | 12.0     | 20       | 2           | 6        | 1     | 0        | 7        | 0     | 0        | 15    | 15       | 11.25    | 2.17    |
| 通算：11年 | 通算：11年 | 500   | 56    | 15    | 3     | 1        | 88    | 69    | 39       | --          | .561  | 5396  | 1303.1   | 1216     | 127         | 398      | 30    | 42       | 703      | 7     | 12       | 529   | 456      | 3.15     | 1.24    |

- 各年度の太字はリーグ最高

### タイトル
- 最優秀防御率：2回（1970年、1974年）
- 最高勝率：1回（1972年）
- 最多セーブ投手：2回（1974年、1976年）※1974年はパ・リーグ初の獲得

### 表彰
- 新人王（1970年）
- パ・リーグプレーオフMVP：1回（1973年）

### 記録
初記録
- 初登板：1970年4月12日、対ロッテオリオンズ1回戦（東京スタジアム）、7回裏に4番手で救援登板・完了、2回無失点
- 初奪三振：同上、7回裏に長谷川一夫から
- 初勝利：1970年4月14日、対阪急ブレーブス1回戦（大阪スタヂアム）、8回表二死に2番手で救援登板・完了、1回1/3を無失点
- 初先発：1970年4月24日、対東映フライヤーズ1回戦（後楽園球場）、5回1/3を3失点（自責点2）で敗戦投手
- 初先発勝利：1970年7月16日、対東映フライヤーズ12回戦（大阪スタヂアム）、6回4失点
- 初完投勝利：1970年8月30日、対近鉄バファローズ19回戦（大阪スタヂアム）、9回3失点
- 初セーブ：1974年6月6日、対ロッテオリオンズ後期13回戦（大阪スタヂアム）、8回表一死に2番で救援登板・完了、1回2/3を無失点
- 初完封勝利：1976年9月14日、対日本ハムファイターズ後期8回戦（大阪スタヂアム）

節目の記録
- 1000投球回数：1977年5月24日、対クラウンライターライオンズ前期8回戦（大阪スタヂアム）、9回表二死目に達成
- 500試合登板：1980年10月23日、対ヤクルトスワローズ26回戦（横浜スタジアム）、7回表一死に2番手で救援登板、1/3回無失点

その他の記録
- オールスターゲーム出場：3回（1970年、1972年、1976年）

### 背番号
- 14（1970年 - 1980年）
- 77（1984年 - 1986年）
- 76（1991年）
- 82（1992年）
- 75（1993年 - 1996年）
- 71（2004年 - 2006年）

## 著書
- 酔いどれの鉄腕（2023年2月4日・刊、ベースボール・マガジン社）

## 関連情報

### 出演番組
- 武田和歌子のぴたっと。 - ABCラジオ、2015年2月19日「福本豊のあの人は今 元・プロ野球選手名鑑」に電話出演。